# 地方創生及び消費者問題に関する特別委員会
地方創生及び消費者問題に関する特別委員会（ちほうそうせいおよびしょうひしゃもんだいにかんするとくべついいんかい）は、日本の参議院に設置されていた特別委員会。国会法第45条の規定に基づき設置されていた。

## 概要
地方創生及び消費者問題に関する特別委員会は、参議院に置かれている特別委員会である。地方創生並びに消費者の利益の擁護及び増進等に関する総合的な対策を樹立することを目的として、第200回国会から設置されていた。参議院公報等においては「地方消費者」の略称で表記される。
第199回国会まで設置されていた消費者問題に関する特別委員会の所管事項が引き継がれている。
それ以前の第189回国会から第191回国会までは「地方・消費者問題に関する特別委員会」の名で設置されていた。また、第187回国会までは消費者問題に関する特別委員会と地方創生に関する特別委員会がそれぞれ設置されていた。
第208回国会で分割され、地方創生及びデジタル社会の形成等に関する特別委員会と消費者問題に関する特別委員会の2つが設置された。
なお、衆議院には、消費者問題に関する特別委員会、地方創生に関する特別委員会がそれぞれ設置されている。
委員の選任は、すべて議長の指名によって行われる（参議院規則30条1項）。実際には、各議院運営委員会において、各会派の議席数に応じて各委員会の委員の員数も配分され、個別の人事は配分された員数の範囲内で各会派によって行われる。
委員長は、委員の互選（国会法45条）で選任されると定められているが、投票によらないで動議によって選出されることがほとんどである。委員長の選挙は年長者が主催することになっている（参議院規則80条）。事前に各会派間で協議された特別委員長各会派割当てと会派申出の候補者に基づいておこなわれる。なお、委員長に事故があった場合は理事が職務を行うことになっている（参議院規則31条3項）。
理事の選任は委員の互選（参議院規則31条）となっているが、委員会設置以来すべて委員長の指名により行われている。理事の員数および各会派割当ては議院運営委員会で決定した基準により、選挙など会派の構成が大きく変わった際に見直される。

## 組織
参議院地方創生及び消費者問題に関する特別委員会の員数は25人である（参議院規則78条）。委員長1名、理事5名が選出または指名される。
参議院地方創生及び消費者問題に関する特別委員会の組織
2021年（令和3年）12月13日現在
- 地方創生及び消費者問題に関する特別委員長
  - 古川俊治（自由民主党・国民の声）

- 理事
  - 阿達雅志、上野通子、三木亨（自由民主党・国民の声）
  - 川田龍平（立憲民主・社民）
  - 安江伸夫（公明党）

- 委員
  - 太田房江、進藤金日子、馬場成志、藤末健三、堀井巌、本田顕子、宮崎雅夫、山田俊男（自由民主党・国民の声）
  - 岸真紀子、斎藤嘉隆、福島瑞穂、宮沢由佳（立憲民主・社民）
  - 伊藤孝江、熊野正士（公明党）
  - 伊藤孝恵、田村麻美（国民民主党・新緑風会）
  - 浅田均、柳ヶ瀬裕文（日本維新の会）
  - 大門実紀史（日本共産党）

## 所管国務大臣等
委員会が審査又は調査を行うときは、政府に対する委員の質疑は、国務大臣又は内閣官房副長官、副大臣若しくは大臣政務官に対して行う（参議院規則42条の2）。どの国務大臣等に対して出席を求めるかは、各議院の委員会において、委員長及び理事の協議で決定される。地方創生及び消費者問題に関する特別委員会において出席を求められる主な国務大臣等は、以下の通り。
- 内閣府特命担当大臣（地方創生、少子化対策） 、まち・ひと・しごと創生担当大臣
  - 野田聖子（自由民主党）
- 内閣府特命担当大臣（消費者及び食品安全担当）
  - 若宮健嗣（自由民主党）

- 以上の国務大臣の下に置かれる内閣官房副長官、副大臣、大臣政務官など。

## 歴代委員長
| 参議院地方創生及び消費者問題に関する特別委員長 | 参議院地方創生及び消費者問題に関する特別委員長 | 参議院地方創生及び消費者問題に関する特別委員長 | 参議院地方創生及び消費者問題に関する特別委員長 |
| ---------------------------------------------- | ---------------------------------------------- | ---------------------------------------------- | ---------------------------------------------- |
| 1                                              | 佐藤信秋                                       | 2019年10月4日 - 2020年9月18日                  | 自由民主党                                     |
| 2                                              | 石井浩郎                                       | 2020年10月27日 - 2021年11月12日                | 自由民主党                                     |
| 3                                              | 古川俊治                                       | 2021年12月6日 - 2022年1月17日                  | 自由民主党                                     |